# Amaranthus standleyanus
Amaranthus standleyanus là loài thực vật có hoa thuộc họ Dền. Loài này được Parodi ex Covas mô tả khoa học đầu tiên năm 1941.